# Bebe Rexha
Bebe Rexha, rodným jménem Bleta Rexha (* 30. srpna 1989 Brooklyn, New York) je americká zpěvačka a písničkářka albánského původu. Kromě textařství se proslavila písněmi „Me, Myself & I“, na které spolupracovala s rapperem G-Eazym, „In the Name of Love“ s Martinem Garrixem nebo „Hey Mama“ s Davidem Guettou. Spolupracovala například i s Nicki Minaj, Louisem Tomlinsonem a Lil Waynem a několik z jejích singlů se umístilo na nejprestižnějším americkém žebříčku Billboard Hot 100.
Je jednou ze čtyř nejposlouchanějších umělkyní a má podíl na dvou z deseti nejúspěšnějších písní v historii webu Spotify. Billboard ji označil za jednu z největších ikon dnešní popové hudby. Pro svůj hlas je často přirovnávána k Mariah Carey a v hudebním světě se jí říkává tzv. Pop Disruptor ve smyslu rozvrácení popové hudby. Je také známá pro svoji častou komunikaci s fanoušky na sociálních sítích. Rexha je neteř albánské političky Moniky Kryemadhi, které byla nabídnuta pozice První dámy Albánie, kterou odmítla a svěřila své nejstarší dceři.

## Život
Bleta Rexha se narodila v newyorském Brooklynu 30. srpna 1989 do albánské rodiny. Její otec Flamur Rexha se narodil v Debaru v Makedonii a jako jednadvacetiletý emigroval do Spojených států. Zde se oženil s Bukurijí Rexhou, Američankou albánského původu, a založil rodinu. V rozhovoru pro „And The Writer Is“ se Rexha rozmluvila i o tématu albánské komunity v USA, přičemž, mimo jiné, zmínila i to, že její matce bylo teprve sedmnáct, když se Bleta narodila. Uvedla, že cesta ke slávě pro ni byla o odbourávání hranic a překonávání stereotypů komunity.
Albánské slovo bleta znamená v češtině čmelák/včela, anglicky tedy bumble bee, díky čemuž vznikla přezdívka Bebe. Bleta Rexha společně se svým mladším bratrem vyrůstala v rodném Brooklynu až do svých šesti let, kdy se její rodina přestěhovala na Staten Island (taktéž v New Yorku).
Na základní škole se více než devět let učila hře na trumpetu, sama pak hrála na kytaru a klavír. Po ukončení základní školy pokračovala na střední školu Tottenville High School, kde účinkovala v řadě školních muzikálů. Na střední škole též účinkovala v pěveckém sboru. Získala první místo v soutěži Národní akademie hudebního umění a věd v kategorii nejlepší teen textařka. Následně podepsala smlouvu s lovkyní talentů Samanthou Coxovou a začala se psaní písní věnovat více. Byla nucena chodit na kurzy textařství, kam kromě ní docházeli pouze dospělí, kteří se věnovali country hudbě. Bebe se také svěřila, že veškerý svůj volný čas věnovala právě textařství.

## Kariéra

### 2010–2016: Začátky
V roce 2010 se Rexha poprvé setkala s baskytaristou americké kapely Fall Out Boy Petem Wentzem, se kterým poté začala pracovat v newyorském nahrávacím studiu. Společně toho roku založili skupinu Black Cards, která fungovala až do roku 2012. Skupina na Facebooku oznámila, že Bebe odchází, aby začala sólo kariéru. Ona ale v dokumentu pro MTV tvrdí, že to bylo jinak: „Zavolal mi můj manažer, když byl Pete v Los Angeles. Bylo mi řečeno, že mě už ve skupině nechce. Takže jsem vydala prohlášení, že chci začít sólo kariéru, ale pravdou bylo, že mě Pete ve skupině nechtěl.“

Odchod Bebe ze skupiny znamenal zrušení smlouvy s Island Records, proto se vrátila zpět domů do Staten Island. Její matka uvedla, že Bebe pracovala na hudbě 16 hodin denně ve svém pokoji a upadla do hluboké deprese. V této době také napsala spoustu písní, které byly později vydány, například „The Monster“ pod původním názvem „Monster Under My Bed“ nebo „I'm Gonna Show You Crazy“.

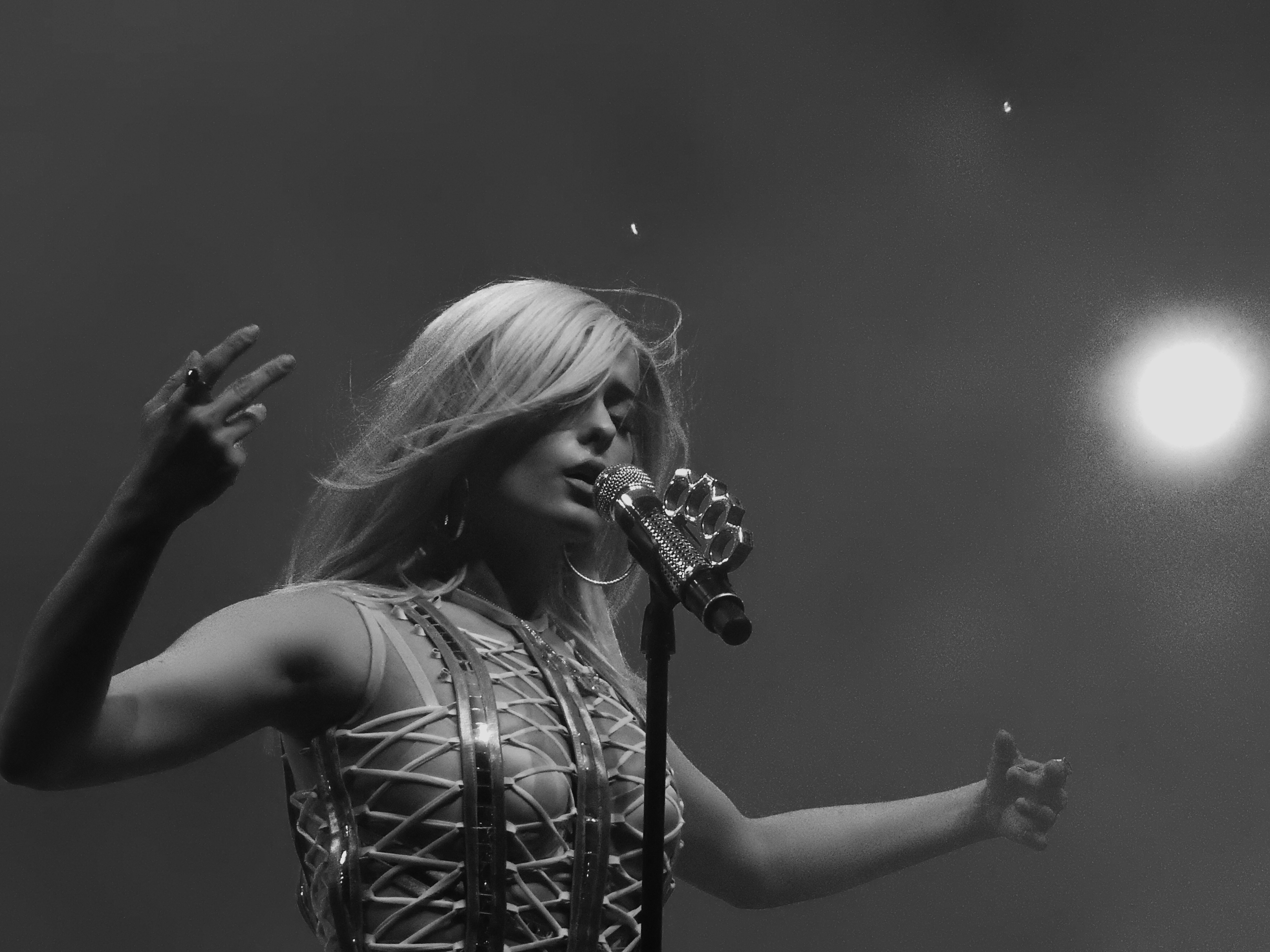
Bebe Rexha na koncertě v Londýně (2017)

V roce 2013 podepsala smlouvu s vydavatelstvím Warner Bros. Records. Napsala písně několika jiným umělcům: Seleně Gomez „Like a Champion“, „Glowing“ pro Nikki Williams a „The Monster“ jako duet pro Eminema a Rihannu, který se stal její nejvýdělečnější skladbou pro rok 2013. Bebe ale uvedla, že všechny písně si píše pro sebe a nikdy nepřemýšlí, komu je dá. V tom samém roce se také spojila s hudební skupinou Cash Cash, která později vydala píseň „Take Me Home“, ke které Bebe napsala slova. Tato píseň je prvním úspěšným projektem, na které má Bebe podíl. V USA a Austrálii dostala platinový certifikát, ve Velké Británii stříbrný a v Kanadě dokonce zlatý.
21. března 2014 vydala svoji debutovou píseň „I Can't Stop Drinking About You“, která byla zároveň i prvním singlem. 12. srpna toho roku vznikl k písni i videoklip, který byl inspirován filmy Melancholia a Narušení. Ještě v listopadu vydala Bebe Rexha společně s rapperem Pitbullem píseň „This Is Not a Drill“. O měsíc později sama vydala dvě další písně: „I'm Gonna Show You Crazy“ a „Gone“.
12. května 2015 vydalo hudební vydavatelství Warner Bros. Records její první EP I Don't Wanna Grow Up. Společně s Davidem Guettou, Afrojackem a Nicki Minaj spolupracovala na singlu „Hey Mama“, který se dostal až na 8. místo v Billboard Hot 100. Bebe však původně nebyla napsaná ve featuringu i přesto, že k písni napsala refrén a sama ho zpívala. Neobjevila se ani ve videoklipu, a proto si sehnala právníka, aby jí získal alespoň podíl. O několik měsíců později, v říjnu, vytvořila a nazpívala společně s G-Eazym píseň „Me, Myself & I“. Ta se v Billboard Hot 100 dostala dokonce na 7. místo, v Billboard Pop Songs dokonce na místo první. Singl se měl původně jmenovat „I Don't Need Anything“ a být sólovou písní Rexhy, ale místo toho se z něho stal duet.
V březnu 2016 vyšel duet Bebe Rexhy a Nicki Minaj, se kterou spolupracovala již v roce 2015, zvaný „No Broken Hearts“. O měsíc později vyšel i videoklip, režírovaný Davem Meyerem, ve kterém obě zpěvačky účinkují. Na YouTube se video stalo rychle populární a k 11. září 2017 mělo přes 210 000 000 zhlédnutí. 29. července 2016 vyšel další duet s nizozemským diskžokeje Martinem Garrixem „In the Name of Love“. Na žebříčku Billboard Hot 100 dosáhl 24. místa. Ve Spojeném království, Kanadě, Austrálii, Itálii a na Novém Zélandu se singl dostal mezi top deset. 23. srpna 2016 vyšel na YouTube i videoklip.
6. listopadu 2016 moderovala Bebe Rexha MTV Europe Music Awards 2016 v Rotterdamu.

### 2016-2017:All Your Fault
28. října 2016 vydala Bebe Rexha vlastní píseň „I Got You“, která předznamenala vydání nového EP. To vyšlo 17. února 2017 pod názvem All Your Fault: Pt. 1. 1. března 2017 v Dallasu zahájila své první turné vůbec. Na programu turné byly hlavně Spojené státy americké, ale také Evropa a vystoupení v Dubaji ve Spojených arabských emirátech. Pouze květnový koncert v Curychu byl zrušen kvůli nemoci zpěvačky. Nejbližší koncert k České republice byl v německém Kolínu nad Rýnem 2. května 2017 v klubu Die Kantine.
Singl „The Way I Are (Dance with Somebody)“ s Lil Waynem, který vyšel 19. května 2017, byl prvním z nově připravovaného EP All Your Fault: Pt. 2. Dne 11. srpna pak album vyšlo. Mimo jiné obsahuje také duet Rexhy a country skupiny Florida Georgia Line „Meant To Be“. I když píseň prozatím není singlem, v žebříčcích a hitparádách song předběhl i „I Got You“. 21. července byla také vydána píseň s Louisem Tomlinsonem „Back To You“ i s videoklipem. 

### 2017-2019:Expectations
Již 6. září Bebe Rexha oznámila, že pracuje na novém EP All Your Fault Pt.3 jako třetí část projektu All Your Fault. Její manažer uvedl, že třetí část alba bude vydána ke konci roku 2017. Kromě toho Rexha v říjnu vyrazila na své druhé turné „Bebe&Bassy Tour“ společně s americkým zpěvákem Marc E. Bassym. Turné mělo 23 zastávek po USA a propagovalo především písně z All Your Fault Pt.2.
Plány vydání se změnily, protože Bebe prostřednictvím tweetu v listopadu 2017 odhalila, že její další projekt se bude jmenovat Expectations. Ten se stal jejím debutovým albem. Obal alba odhalila v dubnu 2018 a album vydala 22. června 2018. Předchozí singly z EP All Your Fault, „I Got You“ a „Meant to Be“ se staly součástí jejího prvního alba.
13. dubna 2018 vyšly jako propagační singly „Ferrari“ a „2 Souls on Fire“, z nichž na druhém zmíněném spolupracoval rapper Quavo z Migos. 15. června 2018 vydala singl „I'm a Mess“ jako první oficiální singl z alba.
V roce 2018 též vyšel singl, na kterém pracovala s Davidem Guettou a J Balvinem „Say My Name“. V prosinci 2018 byla nominována na nejlepšího nového umělce na 61. výročním udílení cen Grammy.
15. února 2019 vydala singl „Last Hurrah“. V dubnu 2019 tweetovala, že má připraveno dvanáct písní pro své druhé studiové album a že její nová hudba je inspirována Britney Spears. 1. května 2019 bylo oznámeno, že bude jedním z předskokanů na turné Jonas Brothers s názvem Jonas Brothers' Happiness Begins Tour.  31. května vydala spolu s The Chainsmokers píseň "Call You Mine".

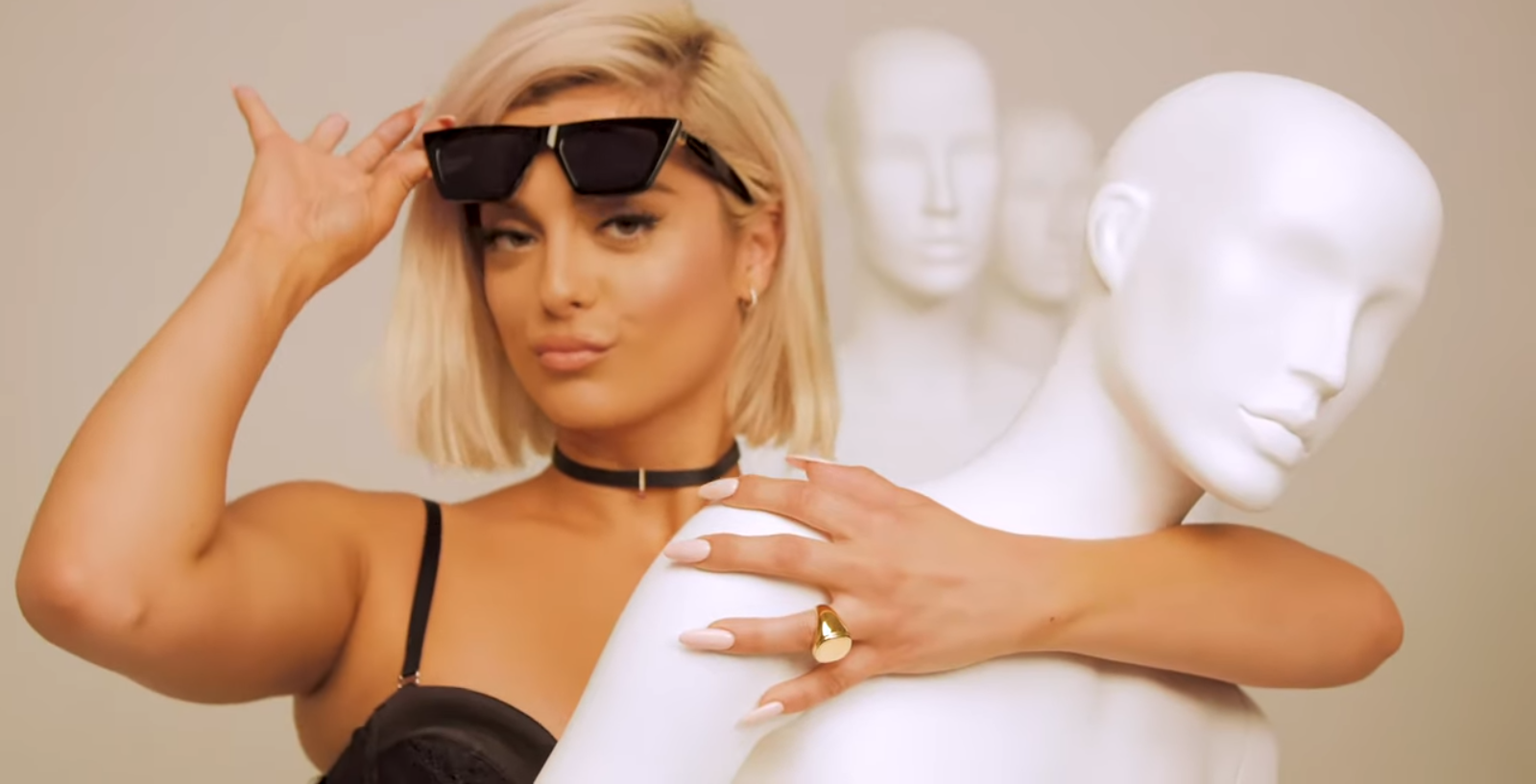
Bebe Rexha na focení pro Cosmopolitan UK v roce 2019

### 2019-2021:Better Mistakes
Další informace o svém připravovaném druhém studiovém albu poskytla v červnu 2019 a potvrdila během Bang Showbiz: "Teď mířím do studia a jen tvořím, tvořím a tvořím." V červenci 2019 tweetovala, že má píseň s názvem „Mama“, která později byla zaregistrována v aplikaci pro rozpoznávání hudby Shazam.
V lednu 2020 v rozhovoru s Ryanem Seacrestem na červeném koberci 62. výročních cen Grammy potvrdila, že album je inspirováno její cestou duševního zdraví a že má seznam skladeb. Dne 9. října 2020 vydala píseň „Baby, I'm Jealous“ s Dojou Cat jako hlavní singl z alba. Stejný měsíc v rozhovoru potvrdila, že album bude vizuálním albem.
5. března 2021 vydala další singl „Sacrifice“. V březnu 2021 vydala řadu tenisek a tašek ve spolupráci se značkou Puma nazvanou „Bebe X Puma“, která byla na pultech exkluzivně v evropských obchodech Deichmann. Dne 14. dubna 2021 oznámila, že své druhé album Better Mistakes vydá 7. května. Týž den oznámila, že třetí singl z alba s názvem „Sabotage“ vyjde 16. dubna 2021.
30. dubna Rexha vydala čtvrtý singl „Die For a Man“ s rapperem Lilem Uzim Vertem. 7. května vydala své druhé studiové album Better Mistakes spolu s videoklipem k písni „Break My Heart Myself“.  Album debutovalo na 140. místě v americkém žebříčku Billboard 200.

### 2022-současnost:Bebe
V srpnu 2022 byl vydán remix písně od Eiffel 65 „Blue (Da Ba Dee)“, s názvem „I'm Good (Blue)“, na které spolupracovala s Davidem Guettou. Píseň vyšla poté, co se stala virální na TikToku a byla nominována na nejlepší taneční/elektronickou nahrávku na 65. výročním udílení cen Grammy.
V říjnu odhalila, že její třetí studiové album je hotové z 80 % a jde dosud o její nejkonzistentnější projekt. Album vyšlo 28. 4. 2023 pod názvem Bebe. Jako pilotní singl vyšla píseň „Heart Wants What It Wants“, na tu navázaly singly ve spolupráci se Snoop Doggem „Satellite“ a s Dolly Parton „Seasons“.

## Diskografie
- Expectations (2018)
- Better Mistakes (2021)
- Bebe (2023)